# Луганская соборная мечеть
Луганская соборная мечеть (укр. Луганська соборна мечеть) — мечеть в городе Луганск.

## История
Строительство началось в 2007 году при спонсорстве Кувейта. Дальнейшее строительство и его завершение взяла на себя местная мусульманская община. Открыта 30 мая 2010 года.
По словам председателя правления религиозной организации «Салам» Сейфула Рашидова, мечеть стала наиболее посещаемой в Украине.
В 2014 году в ходе Российско-украинской войны окрестности здания подверглись обстрелу, стёкла мечети были выбиты взрывной волной.

В российской системе муфтиятов мечеть включена в юрисдикцию ДМСР. Муфтий ЛНР и одновременно имам соборной мечети Эльдар Гамбаров в мае 2022 заявил, что соборная мечеть нуждается в полноценном ремонте из-за последствий боевых действий 2014-2015 годов:
«Мины прилетали в мечеть, появились трещины, крыша повреждена, протекает насквозь. Подсобные помещения сильно пострадали».
Кроме ремонта имам также заявил о планах на постройку медресе для подготовки имамов и богословов.
В феврале 2024 года пятничную молитву в мечети провёл муфтий Татарстана Камиль Самигуллин.

## Устройство
На цокольном этаже расположены спортзал и кухня. На первом — библиотека, медресе, офис, санузел. Второй этаж разделён на 2 части: нижняя часть предназначена для коллективной молитвы мужчин, верхняя – для женщин. Одновременно в мечети могут находиться более 500 человек.
При мечети функционирует «Женский клуб», бесплатный центр изучения арабского языка и мусульманской культуры, в которых занимаются дети, взрослые, а также студенты Луганска.
В мечеть на праздники собираются около 300 человек, на пятничную проповедь приходят 50-60 человек.

## Архитектура
Мечеть построена по проекту одной из действующих крымских мечетей, представляет собой двухэтажное здание с цокольным этажом общей площадью 550 м² при длине 18 метра, ширине 10 метром и высоте этажа 3 метра. Высота минарета составляет 25 метров.